# Iris splendida
Iris splendida är en bönsyrseart som beskrevs av Boris Petrovich Uvarov 1922. Iris splendida ingår i släktet Iris och familjen Tarachodidae. Inga underarter finns listade i Catalogue of Life.